# ミルザ・ヌールヒダヤット
ミルザ・ヌールヒダヤット（インドネシア語: Mirza Nurhidayat、1967年3月14日 - ）は、インドネシアの外交官。ジャカルタでの本省勤務、ナイジェリアや日本、東南アジア諸国での在外勤務を経て、2018年から2021年にかけて在大阪総領事。中部ジャワ州スマラン出身。ムスリム（イスラーム教徒）、既婚、二児の父。

## 経歴
- 1992年 - 1996年: インドネシア共和国外務省（インドネシア語版、英語版） ASEAN総局[2]
- 1996年 - 2000年: 在ナイジェリアインドネシア共和国大使館 三等書記官[2]
- 2002年 - 2003年: インドネシア共和国外務省 経済・財務・開発・多国間問題事務総局 担当係長[2]
- 2003年 - 2007年: 駐日インドネシア共和国大使館 一等書記官（経済部長）[2]
- 2007年 - 2010年: インドネシア共和国外務省 法務・国際条約局 担当課長[2]
- 2011年 - 2012年: ASEAN インドネシア共和国政府代表部 政治担当[2]
- 2012年 - 2014年: 在シンガポールインドネシア共和国大使館 公使参事官[2]
- 2014年 - 2018年: インドネシア共和国外務省 組織・計画局 部長[2]
- 2018年 - 2021年: 在大阪インドネシア共和国総領事（4月20日に着任）[3][4]